# Badesee Astederfeld
Der Badesee Astederfeld ist ein Baggersee auf dem Gebiet der Gemeinde Zetel im Landkreis Friesland in Niedersachsen. Der See dient als Freizeitsee.

## Lage
Der Badesee Astederfeld liegt am südwestlichen Rand des Zeteler Gemeindegebietes. Der See hat weder Zu- noch Abflüsse.

## Geschichte
Der Badesee Astederfeld ist nach der naheliegenden Ortschaft Astederfeld benannt. Er entstand durch Sandentnahme.

## Freizeitgelände
Am Badesee liegt das Freizeitgelände Astederfeld. Es verfügt über einen Sandstrand mit Flachwasserzone sowie einen Kiosk und Sanitäranlagen. Weiterhin gibt es einen angrenzenden Campingplatz.